# Shipmates Forever
Shipmates Forever is een Amerikaanse muziekfilm uit 1935 onder regie van Frank Borzage. Destijds werd de film in Nederland uitgebracht onder de titel Helden der vloot.

## Verhaal
Dick Melville is aanvankelijk niet van plan om bij de marine te gaan, hoewel dat een traditie is in zijn familie. Zijn vader is een admiraal en wanneer hij hem zegt dat Dick geen kans maakt als marinier, meldt hij zich toch aan. Het eerste jaar als rekruut is lastig, maar langzaamaan wordt hij een uitstekend marinier.

## Rolverdeling
| Acteur         | Personage         |
| -------------- | ----------------- |
| Dick Powell    | Dick Melville     |
| Ruby Keeler    | June Blackburn    |
| Lewis Stone    | Admiraal Melville |
| Ross Alexander | Sparks Brown      |
| Eddie Acuff    | Cowboy            |
| Dick Foran     | Gifford           |
| John Arledge   | Coxswain          |
| Robert Light   | Ted Sterling      |